# مارتا هریس (بازیکن فوتبال)
مارتا هریس (انگلیسی: Martha Harris؛ زادهٔ ۱۹ اوت ۱۹۹۴) بازیکن فوتبال اهل بریتانیا است.
از باشگاه‌هایی که در آن بازی کرده‌است می‌توان به باشگاه فوتبال زنان لیورپول و باشگاه فوتبال زنان منچستر یونایتد اشاره کرد.
وی همچنین در تیم‌های ملی فوتبال England women's national under-19 football team, England women's national under-20 football team، و England women's national under-23 football team بازی کرده‌است.